# Єгендиколь
Єгендико́ль (каз. Егіндікөл) — село у складі Каратобинського району Західноказахстанської області Казахстану. Адміністративний центр Єгіндикольського сільського округу.
У радянські часи село називалось Єгіндиколь.
Населення — 755 осіб (2021; 1437 у 2009, 1807 у 1999, 1752 у 1989).